# Johnny Mantz
John Mantz (18 de setembro de 1918 – 25 de outubro de 1972) foi um automobilista norte-americano que esteve em três 500 Milhas de Indianápolis, (uma quando a prova fazia parte do calendário da Fórmula 1 de 1950 até 1960): 1948, 1949 e 1953. Seu melhor resultado nas 500 Milhas de Indianápolis foi o 7º lugar em 1949.